# ジェリー・アレクサンダー
ジェリー・アレクサンダー（Gerry Alexander、1928年11月2日 - 2011年4月16日）は、ジャマイカのクリケット選手。キングストン教区キングストン出身。
ウィケットキーパーとして1952年から1961年までクリケット西インド諸島代表に選ばれてプレーしている。1957年から1959年までは代表のキャプテンを務めており、西インド諸島代表の最後の白人のキャプテンであった。
高校卒業後はイギリスのケンブリッジ大学へと留学し、クリケットやサッカーをプレーしている。サッカーはイングランドアマチュア代表にも選ばれ、FAアマチュアカップで優勝もしている。
引退後はジャマイカで獣医を開業していた。